# CUE MUSIC JAMBOREE IN YUBARI
「CUE MUSIC JAMBOREE IN YUBARI」（キュー・ミュージック・ジャンボリー・イン・ユウバリ）は、2007年6月30日・7月1日に、財政再建団体となった、北海道夕張市のマウントレースイスキー場にて開催された、ロックフェスティバル。

## 概要
鈴井貴之が代表を務め、演劇ユニット・TEAM NACS（森崎博之・安田顕・戸次重幸・大泉洋・音尾琢真）が所属する、北海道の芸能事務所・CREATIVE OFFICE CUEの15周年を記念し、CRAETIVE OFFICE CUEの主催により開催された。CREATIVE OFFICE CUEの所属タレントがMCを務めた。また、GLAYや、怒髪天のように、北海道に関連するアーティストや、大泉と『パパパパパフィー』で共演したPUFFYや、大泉とコラボレーションでCD「本日のスープ」を発売したスターダストレビューなど、CREATIVE OFFICE CUEの所属タレントと懇親があるアーティストが出演した。また、TEAM NACSが業務提携する、アミューズのアーティスト（BEGIN、FLOWなど）も出演した。
- 開催日程：2007年6月30日（土）・7月1日（日）
- 会場：マウントレースイスキー場[5]
- 主催：株式会社クリエイティブオフィスキュー[5]
- 協賛：アルバイト北海道、江崎グリコ、NTTドコモ北海道、JCB、JTB北海道、ベル食品、ローソン、ローソンチケット、サントリー コーヒーBOSS、ホリ[5]
- 後援：北海道、夕張市、夕張市教育委員会、北海道新聞社、読売新聞北海道支社、朝日新聞北海道支社、毎日新聞北海道支社、北海道放送、札幌テレビ放送、北海道テレビ放送、北海道文化放送、テレビ北海道、HBCラジオ、STVラジオ、AIR-G' FM北海道、FMエフエム・ノースウェーブ[5]
- 協力：ANA、JR北海道、北海道中央バス、夕張リゾート[5]
- 制作協力：WESS、Hand Clap[5]

## 出演者

### MC
※MCは、当時のCREATIVE OFFICE CUE所属者。
- 鈴井貴之
- TEAM NACS
  - 森崎博之
  - 安田顕
  - 戸次重幸
  - 大泉洋
  - 音尾琢真
- オクラホマ
  - 河野真也
  - 藤尾仁志
- 小橋亜樹
- 宮崎奈緒美
- 大下宗吾
- 飯野智行
- 北川久仁子

### 6月30日(土)
※出演順
- SERVICE ACE
- OLD
- 月光グリーン
- ポカスカジャン（WAHAHA本舗）
- 梅垣義明（WAHAHA本舗）
- 怒髪天
- 太陽族
- wyolica
- カーネーション
- PUFFY
- 大泉BAND
- BEGIN

トークゲスト
- 藤村忠寿・嬉野雅道（水曜どうでしょう）

### 7月1日(日)
※出演順
- OILMAN2
- Jake stone garage
- sleepy.ab
- 猫ひろし（WAHAHA本舗）
- 梅垣義明（WAHAHA本舗）
- FLOW
- NAOTO
- 樋口了一
- SPECIAL ACT
- Caravan
- the pillows
- スターダストレビュー
- GLAY
- TEAM NACS

トークゲスト
- やまだひさし